# 圣朱利安拉尔
圣朱利安拉尔是法国新阿基坦大区维埃纳省的一个市镇，位于该省中部，属于普瓦捷区和大普瓦捷城市公共社区。该市镇的总面积为18.46平方公里，海拔在104至130米之间，2022年1月1日年时的人口为2,871人。

## 行政区划
圣朱利安拉尔的邮政编码为86800，市镇编码为86226。

## 交通
维埃纳省省道D951线（普瓦捷－沙托鲁干线公路）横贯境内，部分路段于2018年进行了翻新改造。此外省道D1线和D18线也在境内交汇。

## 人口
圣朱利安拉尔人口变化图示